# Teplárna Trmice
Teplárna Trmice je teplárna v Česku, v Trmicích u Ústí nad Labem.

## Popis
Areál závodu založeného v roce 1911 jako akciová společnost Nordbӧhmische Elektrizitätswerke se rozkládá mezi městem Trmice a bývalým lomem Chabařovice, dnes rekultivovaným územím s jezerem Milada. Zásobuje teplem města Trmice a Ústí nad Labem. V roce 2020 zde bylo instalováno 6 kotlů o celkovém výkonu 469,2 MWt a 6 turbogenerátorů schopných vyrobit elektrickou energii o výkonu 89 MWe.

## Zajímavost
Na továrních komínech podniku jsou od roku 2015 instalovány sokolí budky, kde se ptákům daří vyvádět mladé.